# Huasicamayoc
Los huasicamayoc (quechua clásico: guaçicamayoc, ortografía quechua contemporánea: wasi kamayuq) eran las divinidades domésticas que se encontraban personificadas en ídolos de múltiples características dentro de la mitología incaica.

## Etimología
El nombre Wasikamayuq se descompone del quechua: Wasi (vivienda u hogar) y Kamayuq (oficial o mayordomo, el que tiene a cargo haciendas y/o chacras).
Dentro del Vocabulario de lengua quechua escrito por Diego Gonzáles Holguín, figura el término Huaci Camayoc como: El que guarda la casa o la fabrica.
El término alude al rol primordial que tomaban estas deidades en el hogar.

## Concepto
Los Wasikamayuq eran deidades encargadas de la protección y el sustento de los hogares andinos.
Estas deidades se encontraban personificadas en ídolos hechos de diversos materiales y/o tenían diversas formas que representaban funciones especificas. Independiente de como fueran dichos ídolos, estos eran guardados para ser heredados de padres a hijos durante varias generaciones.
Este último detalle era de tal manera que en una época tan avanzada como la segunda década del siglo XVII, el padre Arriaga expone más información respecto a estos ídolos; no obstante, es menester puntualizar que el cronista ofrece su testimonio sin mencionar a los ídolos como Wasikamayuq, sino como Conopas. El cronista asevera más adelante que los Wasikamayuq son un sinónimo de Conopa.

Pero lo ordinario es, que las Conopas se hereden siempre de padres a hijos, y es cosa cierta y averiguada en todos los pueblos de esta visita, que entre los hermanos, el mayor tiene siempre la Conopa de sus Padres, y él a de dar qüenta della, y con él se descargan los demás hermanos, y el primogénito es el que guarda los vestidos para las fiestas de sus Huacas, y éstos nunca entren en división entre los hermanos, como cosa dedicada al culto divino. Estas conopas es cosa cierta, que las tenían todos en tiempo de su gentilidad antes de la venida de los Españoles, y la misma certidumbre ay de que las tienen aora los nietos de aquellos, pues sus Padres las heredaron, de los suyos, y no las echaron ellos por ay, antes las an guardado como la cosa más presiosa, que sus padres les dejavan, ni tan poco se las an quitado hasta esta visita.
Extirpación de la idolatría del Perú, Capítulo II

Al momento de plasmar su testimonio, el padre equipara los ídolos andinos con los Penates romanos, detallando que los Wasikamayuq son para los incas lo que para los romanos son los Penates. 

Las Conopas, q'en el Cuzco, y por allá arriva llaman Chancas; son propriamente sus dioses Lares, y Penates, y assí las llaman también Huacicamáyoc, el mayordomo, o dueño de casa, éstas son de diversas materias, y figuras, aunque de notable, o en la color, o en la figura. Y acontece algunas vezes ordinario son con algunas piedras particulares, y pequeñas que tengan algo (y no son pocas las q' se an topado de éstas) q' quando algún Indio, o India se halló a caso alguna piedra de esta suerte, o cosa semejante en q' reparó, va el Hechizero, y le dize, Padre mío, esto e hallado qué será y él le dize con grande admiración, ésta es Conopa, reverénciala, y móchala con grande cuidado, que tendrás mucha comida, y grande descanso, etc.
Extirpación de la idolatría del Perú, Capítulo II